# Осташковский лагерь
Оста́шковский ла́герь — советский лагерь для содержания польских военнопленных, располагавшийся на территории Нило-Столобенской пустыни недалеко от города Осташкова (Калининская область). В лагере содержались 4 700 человек (военнослужащие армии Польши, юристы, судьи, журналисты, жандармы, полицейские и другие представители элиты). Заключённые лагеря были расстреляны сотрудниками НКВД в апреле — мае 1940 года.

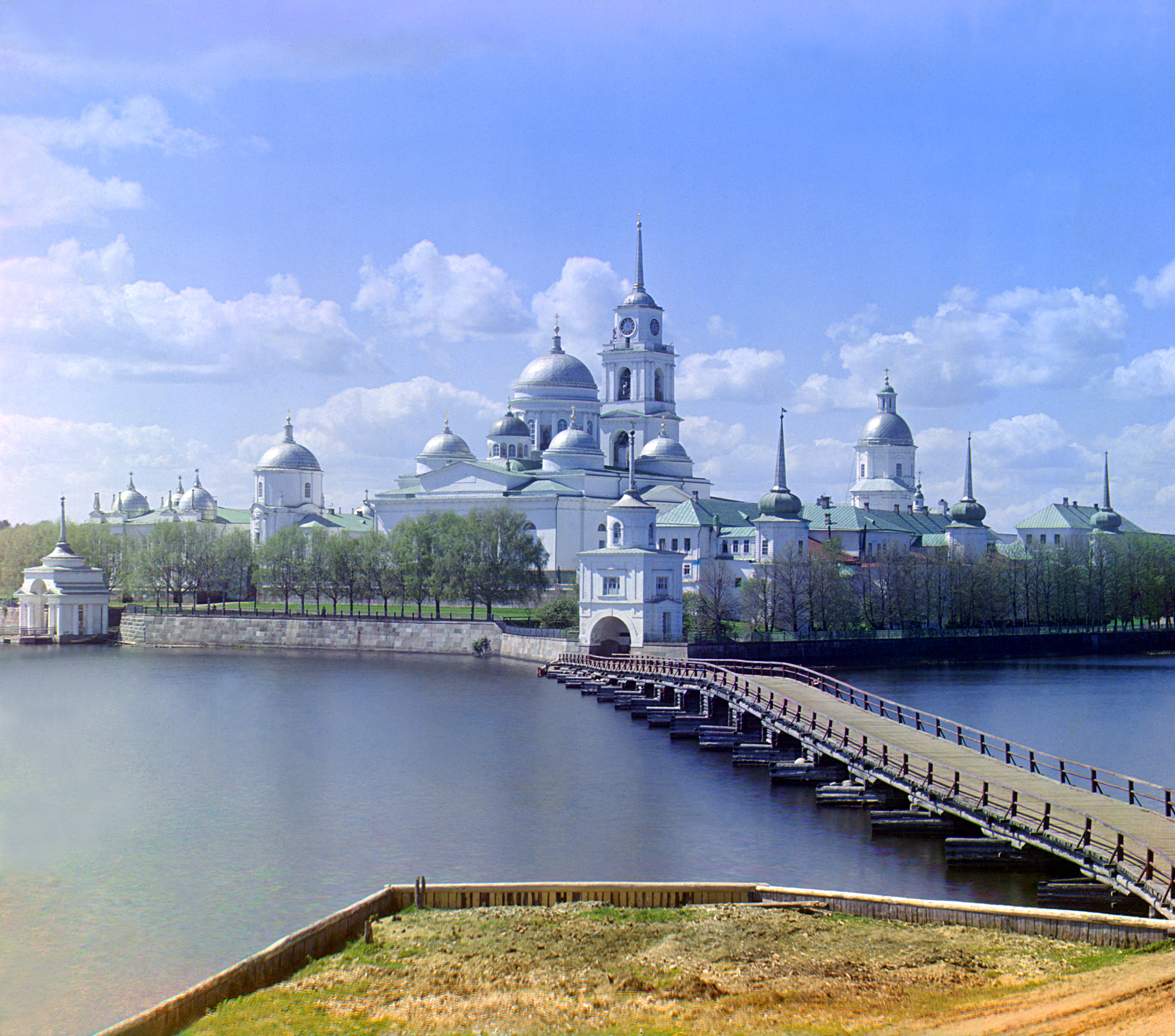
Нило-Столобенская пустынь

Создан 19 сентября 1939 года приказом народного комиссара внутренних дел СССР № 0308 в составе управления по делам военнопленных и интернированных (УПВИ) при НКВД СССР в числе восьми лагерей для содержания польских военнопленных Польской кампании 1939 года (также были созданы Старобельский, Юхновский, Козельский, Путивльский, Козельщанский, Южский и Оранский лагеря).
Согласно тому же приказу, начальником лагеря был утверждён майор Павел Борисовец, комиссаром — старший политрук И. В. Юрасов. Заместитель начальника — Кондратий Фадеев, позже капитан госбезопасности А. А. Соколов.
Наружную охрану лагеря осуществлял 135-й конвойный батальон.

## Расстрел
По данным, указанным в записке председателя КГБ Шелепина (1959), всего в Калинине было расстреляно 6 311 человек (в Катыни 4 421 человек).
Руководил расстрелами старший майор госбезопасности Николай Синегубов, за транспортировку отвечал Михаил Кривенко, а Василий Блохин руководил этапом приведения приговоров в исполнение. В то же время, он являлся основным исполнителем. Помимо Блохина, расстрелы проводились старшим лейтенантом Андреем Рубановым. Предположительно, некоторые из них проводил шофёр Дмитрия Токарева Сухарев. При этом во время казни в помещении отсутствовал адвокат и не проводилось каких-либо формальностей, таких как оглашение приговора. Приговоры, как правило, приводились в исполнение ночью, и на одного человека уходило от 1 до 2 минут. В первый месяц до 29 апреля в лагерь было доставлено 18 конвоев с 5 291 приговорённым, последний пришёл 19 мая, и 22-го числа были казнены последние 64 заключенных.